# Петербурзькі таємниці
«Петербурзькі таємниці» — російський драматичний телевізійний серіал 1994 року за мотивами роману «Петербурзькі нетрі» Всеволода Крестовського.
Роман Всеволода Крестовського був названий одним з найбільш значущих соціальних творів Російської імперії XIX століття. Автори фільму використовували лише початок літературного твору Всеволода Крестовського, прибравши всю соціальну проблематику роману, повністю переписавши сюжетну канву і характери головних дійових осіб. У результаті замість соціального твору постав гостросюжетний пригодницький телесеріал. У 1998 році до знятих 48 серій було написано і знято ще 12 — під назвою «Розв'язка „Петербурзьких таємниць“». Сценаристи і режисери відійшли від трагічного сюжету роману, надавши телесеріалу хеппі-енд і соціальну легковажність, повністю змінивши багато характерів та вчинків персонажів.

## В ролях
| Актор                   | Роль                                                                 |
| ----------------------- | -------------------------------------------------------------------- |
| Олена Яковлєва          | Княжна Ганна Яківна Чечевинська / Чуха                               |
| Сергій Чонішвілі        | Князь Володимир Дмитрович Шадурський                                 |
| Наталя Гундарєва        | Княгиня Тетяна Львівна Шадурська                                     |
| Ірина Розанова          | Наташа / баронеса фон Дерінг                                         |
| Федір Стуков            | Іван Вересов                                                         |
| Дмитро Бруснікін        | Князь Дмитро Платонович Шадурський                                   |
| Віктор Раков            | Князь Микола Якович Чечевинський / граф Каллаш                       |
| Дар'я Волга             | Маша Поветіна                                                        |
| Валерій Баринов         | Полієвкт Харлампійович Хлебонасущенський                             |
| Володимир Стєклов       | Казимир Бодлевський / Ян Владислав Карозич                           |
| Лідія Федосеєва-Шукшина | Генеральша Амалія Потапівна фон Шпільце                              |
| Микола Караченцов       | Сергій Антонович Ковров                                              |
| Геннадій Юхтін          | Степан                                                               |
| Віктор Авілов           | Доктор Катцель                                                       |
| Валентина Тализіна      | Княгиня Чечевинська                                                  |
| Тетяна Агафонова        | Глаша                                                                |
| Микола Пастухов         | Князь Чечевинський                                                   |
| Михайло Філіппов        | Осип Захарович Морденко                                              |
| Надія Маркіна           | Христина                                                             |
| Іван Агапов             | Фомушка                                                              |
| Сергій Степанченко      | Гречка                                                               |
| Євгенія Крюкова         | Юлія Миколаївна Бероєва                                              |
| Ірина Климова           | Дар'я Данилівна (Доллі) Шиншеєва                                     |
| Станіслав Житаров       | Пров Вікулич                                                         |
| Юрій Каюров             | Старший слідчий Аристарх Петрович                                    |
| Ігор Ясулович           | Юзич                                                                 |
| Галина Польських        | Ельза Францівна                                                      |
| Ігор Кашинцев           | Карл Іванович                                                        |
| Олександр Фатюшин       | Єгор Дмитрович Бероєв                                                |
| Олександр Пашутін       | Пахом Борисович                                                      |
| Наталя Третьякова       | Настя                                                                |
| Сергій Безруков         | Корнет Стєвлов ( «Розв'язка" Петербурзьких таємниць "»)              |
| Олександр Феклістов     | Платон Олексійович Загурський («Розв'язка "Петербурзьких таємниць"») |
| Борис Щербаков          | Данила Григорович Шиншеєв («Розв'язка "Петербурзьких таємниць"»)     |
| Віталій Безруков        | Полковник Красільщиков ( «Розв'язка" Петербурзьких таємниць "»)      |
| Валерій Шальних         | Гусь ( «Розв'язка" Петербурзьких таємниць "»)                        |
| Сергій Колесніков       | слідчий                                                              |
| Сергій Петров           | стряпчий Понирін                                                     |
| Ігор Фокін              | літератор граф Сизогуб                                               |
| Олександр Числов        | Перукар                                                              |
| Олександр Клюквін       | Граф Редерер                                                         |
| Раїса Рязанова          | Епізод                                                               |
| Борис Нікіфоров         | Епізод                                                               |
| Іван Рижиков            | Епізод                                                               |
| Наталія Хорохоріна      | Епізод                                                               |
| Володимир Пермяков      | Епізод                                                               |
| Олександр П'ятков       | Епізод                                                               |
| Володимир Литвинов      | Епізод                                                               |
| Олексій Шутов           | Епізод                                                               |
| Єгор Барінов            | Епізод                                                               |
| Людмила Артем'єва       | Епізод                                                               |
| Костянтин Чепурін       | Епізод                                                               |
| Всеволод Платов         | Тюремний лікар                                                       |
| Антон Яковлєв           | Корнет Лихарьов                                                      |

## Знімальна група
- Сценарій: Анатолій Гребнєв, Вадим Зобін, Леонід Пчолкін, Олена Грєміна, Михайло Угаров
- Режисери-постановники: Леонід Пчолкін, Вадим Зобін, Марк Орлов
- Оператори-постановники: Микола Васильков, Тимур Зельма
- Художник: Віктор Власков
- Композитори: Андрій Петров, Ольга Петрова
- Державний симфонічний оркестр кінематографії, диригент Сергій Скрипка
- Ансамбль «Пори року», диригент — Антон Вісков

## Музика
У фільмі звучать пісні на музику Андрія Петрова та Ольги Петрової «Не растравляй моей души» (на вірші Євгена Баратинського) у виконанні Леоніда Серебреннікова, «Дороги» (на вірші Марини Цвєтаєвої) у виконанні Миколи Караченцова і «Оплавляются свечи на старинный паркет…» (вірші Володимира Висоцького, у виконанні Ірини Отієвої.